# 林慈信
林慈信（1951年—），美國華人牧師、神學教育者、歷史學者，是改革宗神學推動者。

## 生平

### 教育
1951年，生于香港。祖籍浙江慈溪，出自基督教世家，是家中第四代牧師。父親是浙江寧波聖公會牧師的兒子，1943年聖約翰大學畢業，1948年到香港在伯特利神學院任教。其母親則和11個弟兄姊妹跟著東吳大學畢業的外公，亦於新中國成立後三個月，1950年1月到了香港伯特利神學院。林在這所當時還屬於基要派的神學院校園裡長大，渡過了人生的頭十四年。

林先後就讀浸信會轄下的培道小學，以及伊莉莎白中學。

1965年，其父赴美國讀神學，林隨之前往，遂自十四歲起移民美國，並在美國完成中學最後一年的學習，並於1968年至1971年入讀費城賓州大學歷史系。大學時期在校園裡的中文查經班，認識了日後的中國神學研究院四位創辦人，當時他們還是費城西敏寺神學院（Westminster Theological Seminary）的神學生（他們分別是趙天恩、陳濟民、周永健、高集樂）。 1971秋，林入讀費城西敏寺神學院，研習改革宗神學，並師從范泰爾（Cornelius Van Til）、克羅尼（Edmund Clowney）、米勒（C. John Miller）、亞當斯（Jay E. Adams）等人。同期在西敏寺神學院讀書的還有周功和、趙享恩、陳若愚、黄颖航、蘇穎睿等華人牧者。在1975至1976年，在美國攻讀神學碩士。1976年至1980年，在美國天普大學（Temple University）攻讀歷史學博士，研究現代中國的五四運動和基督教歷史。。

### 服事
林在攻讀博士班期間，頭兩年在紐約唐人街一間長老會負責青年工作，第三年在普林斯頓一間剛成立的華人教會牧會。1979年，加入美洲長老會（Presbyterian Church in America, PCA），成為美國牧師，並被派到紐約植堂，於1981年成立聖約堂（Covenant Church PCA）。 1986年至1989年，在美國長老會總部服務。1989年，與陳濟民、劉少平、麥裕沛一同創立中華展望（China Horizon），旨在參與北美中國學者的福音事工。

1992年搬到芝加哥，除了在位於唐人街的芝城華人基督教聯合會牧會外，於1994年參加了惠頓大學（Wheaton College）葛培理中心，資助它成立華僕資源事工﹐籌辦中國事工咨詢會議。林同時在幾間神學院兼任幾門課。1997年則搬到洛杉磯，於西區聖道堂服事。
 林積極參與華人神學培訓， 並於2001年開始在東南亞，新加坡、馬來西亞、台灣、日本和香港等地從事平信徒教育。自2007年，開始從事網絡電視的普及神學教導，於改革宗電視台RTV Taiwan，CCNTV北美華人基督教網絡電視台，CGNTV中文台 等平台都會看到林的神學課程視頻。
林也曾在美國加州的 福樂神學院（Fuller Theological Seminary, FTS）宣教學院、加州威敏斯特神學院（Westminster Seminary California, WSC）、密蘇里州聖約神學院（Covenant Theological Seminary）、國際神學院（International Theological Seminary, ITS）、台北改革宗神學院、新加坡金鏈靈修神學院、溫哥華維真學院（Regent College）、惠敦大學研究院、宣道神學院、海外神學院、台福神學院（現稱為正道神學院）、加拿大安大略省聖經學院（現稱為天道神學院）、北美歸正學院、更新學院、中華福音神學院北美分校（現稱為北美中華福音神學院）、香港中國神學研究院、菲律賓聖經神學院（Biblical Seminary of the Philippines）、馬來西亞聖經神學院（Malaysia Bible Seminary, MBS）、新加坡神學院（Singapore Bible College, SBC）、印尼萬隆福音神學院（Bandung Theological Seminary）、 印尼瑪琅東南亞聖道神學院(Southeast Asia Bible Seminary)、印尼雅加達國際歸正福音神學研究院（International Reformed Evangelical Seminary）等地任教。

### 著作
- 林慈信，《先驅與過客：再說基督教新文化運動》（吉隆玻：正道資源，2016）。
- 林慈信，《職場鹽與光：基督徒的事業觀》（加州：中華展望，2013）。
- 林慈信編，《主曾曉諭：無誤聖經》（加州：中華展望，2009）。
- 李台鶯、林慈信、張逸萍、鍾昇華，〈智慧選擇－聖經轉導〉，《校園》48 （2006）：59–63。
- 黃伯和、魏元珪、林慈信，《後現代的盼望：2003-2004東海大學路思義神學講座專集》（台中：東海大學校牧室，2005）。
- Samuel Ling, The "Chinese" Way of Doing Things (Phillipsburg, NJ: P&R, 2004).
- Carol Lee Hamrin, Samuel Ling, Daniel Baida Su, eds. Soul Searching: Chinese Intellectuals on Faith and Society (Phillipsburg, NJ: P&R, 2000).
- Samuel Ling and Stacey Bieler, eds. Chinese Intellectuals and the Gospel (Phillipsburg, NJ: P&R, 2000).
- Samuel Ling, "Chinese-ness and Ourselves: Resolving the Perplexities of Locating the Chinese Community in North America." CGST Journal, 19 (1995): 61-99.
- Samuel Ling, "The Gospel Among Chinese Intellectuals: Toward a Strategy Model for the 1990's." CGST Journal, 17 (1994): 41-66.
- 林慈信，《入世而出世：基督教專業人士查經手冊》（賓州：基督教使者協會，1991）。
- Samuel Ling, "Chinese attitudes towards work and vocation: a North American perspective." Crux, 24.3 (1988): 7-13.
- Samuel Ling, "The gospel and Chinese society." Evangelical Review of Theology, 10.2 (1986): 147-52.
- Samuel D. Ling, 'The Other May Fourth Movement: The Chinese "Renaissance", 1919-1937'. Ph.D. dissertation, Temple University, 1980.

### 家庭
林的太太是 Mildred，她也是香港出生的美籍中国人。她是个基督教教歌唱家；林与 Mildred 有一子一女及三个孙。

### 技能
林自四歲起學習弹奏鋼琴。
語言方面會講粵語、普通話、英語，又通通用希臘語，希伯來語。.